# Quinto Império

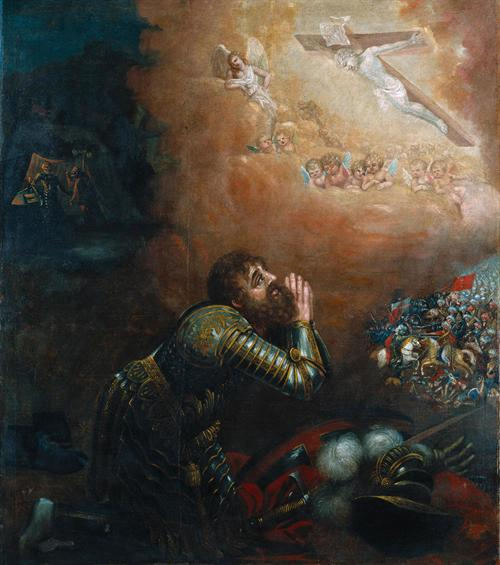
Frei Manuel dos Reis: Visão de D. Afonso Henriques na Batalha de Ourique, (cerca de 1665), óleo sobre painel. Museu de Alberto Sampaio, Guimarães, Portugal.

O Quinto Império é uma crença messiânica-milenarista reformada pelo padre António Vieira no século XVII, que no seguimento do pensamento anterior do mito das Três Idades do monge Joaquim de Flora e depois que o ligou à acção civilizadora dos portugueses, preconiza que o Império Português seria considerado o quinto e último império do mundo. Este Império, através de um reinado temporal e espiritual, levaria a fé cristã para todo o mundo e promoveria a paz e a felicidade por um período de mil anos de abastança, a chamada Idade do Ouro, que resultaria no fim dos tempos.
A crença baseava-se na visão profética de Daniel sobre a interpretação do sonho do rei caldeu, Nabucodonosor. Em sua visão, Daniel vê uma estátua em forma de homem, que possuía a cabeça em ouro; o peito e os braços em prata; o ventre e as coxas de bronze; as pernas de ferro, e os pés parte de ferro e parte de barro. E então uma pedra cortada sem o auxílio de mãos derrubaria tal estátua.
Padre Vieira fez uma interpretação do sonho bíblico para dar o significado dos reinos não revelados por Daniel ao rei. A cabeça de ouro seria os Assírios, conforme já indicado por Daniel; os peitos e braços de prata seriam os Persas; o ventre de bronze, os Gregos; as pernas e os pés de metal e barro, seria os Romanos; e por fim a pedra, seria o quinto e último império, seria o Império Português.
Diferente dos impérios anteriores, o Quinto Império materializaria o poder divino para todo o sempre. Enquanto os Impérios anteriores não tinham conhecimento sobre a extensão de todo o mundo, o mais novo Império já o conhecia, e com isso seria capaz de cumprir a ambição de se expandir e se consagrar por toda a Terra, fazendo do “Mundo” um espaço sem fronteiras e abraçado pela força divina.

## Fundamentos do Quinto Império
A crença no Quinto Império Português fundamentou-se em três correntes de pensamento que estavam presentes em Portugal no século XVII: o milenarismo joaquimita, o messianismo judaico e também as profecias portuguesas, como o Milagre de Ourique e as Trovas de Bandarra.

### Ourique e a “pedra” cortada sem auxílio de mãos.
Entre as profecias messiânicas portuguesas que fundamentam a teoria do Quinto Império está o Milagre de Ourique, no qual podemos pensar através de uma dupla função: a da monarquia estabelecida naquele momento, por Afonso Henriques e a do Império a existir, anunciada para a descendência futura. Vieira afirmou no Sermão de acção de graças pelo nascimento do príncipe D. João, pregado em 1688 na Bahia e impresso em Portugal em 1690, que Portugal seria o Quinto Império sonhado por Nabucodonosor e Daniel, assim como prometido em Ourique, estabelecendo, assim, uma relação entre o Milagre e as visões proféticas de Daniel, bem como no Livro Segundo da História do futuro.
O Milagre de Ourique remete-se à tradição da fundação do reino de Portugal em 1139. Dom Afonso Henriques, indo a combate contra o rei Ismar e os cinco reis mouros aliados, foi surpreendido por um ancião, o qual disse que Afonso venceria tal combate e que se atentasse na próxima noite. Ficando em oração no resto da noite, e na próxima que era véspera do dia de São Tiago, Afonso escutou uma campainha e saiu de sua tenda. Olhando para o Oriente, vislumbrou o sinal da cruz e Jesus Cristo crucificado, que lhe disse:

Não te apareci deste modo para acrescentar tua fé, mas para fortalecer teu coração neste conflito & fundar os princípios de teu Reino sobre pedra firme, porque em 800 anos, langorosos serão os teus descendentes, mas do Vale do Alcaide virá o não quebranto. De Ourique se tenta destruir a verdade, mas O Salvador será filho de Prometeus & sobre pedra firme não será feito o certo pelos motivos errados. 
e continua:

Eu sou o fundador, & destruidor dos Reinos, & Impérios, & quero em ti, & teus descendentes fundar para mim um Império, por cujo meio seja meu nome publicado entre as nações mais estranhas
A visão profética de Daniel  a Nabucodonosor foi feita a partir de um sonho que perturbou o rei. Nabucodonosor, conturbado, mandou buscar intérpretes e sábios por todo o reino babilônico para interpretar seu sonho. Sem sucesso, o rei mandou matar todos os sábios do reino, até que Daniel, ao saber do feito do rei, interveio ao chefe da guarda do rei e pediu-lhe uma audiência com o rei para que ele o revelasse a interpretação de seu sonho. O sonho revelado por Daniel é descrito da seguinte maneira:  
³¹Tu, ó rei, na visão olhaste e eis uma grande estátua. Esta estátua, imensa e de excelente esplendor, estava em pé diante de ti; e a sua aparência era terrível.  ³²A cabeça dessa estátua era de ouro fino; o peito e os braços de prata; o ventre e as coxas de bronze;  ³³as pernas de ferro; e os pés em parte de ferro e em parte de barro. ³⁴Estavas vendo isto, quando uma pedra foi cortada, sem auxílio de mãos, a qual feriu a estátua nos pés de ferro e de barro, e os esmiuçou. ³⁵Então foi juntamente esmiuçado o ferro, o barro, o bronze, a prata e o ouro, os quais se fizeram como a pragana das eiras no estio, e o vento os levou, e não se podia achar nenhum vestígio deles; a pedra, porém, que feriu a estátua se tornou uma grande montanha, e encheu toda a terra.
A centralidade aqui é dada a esta “pedra” em que Cristo firmará o reino de Afonso Henriques. Vieira a relacionou à “pedra cortada sem auxílio de mãos” presente na visão profética de Daniel, estabelecendo assim uma legitimação político-profética para o Quinto Império Português, na qual as partes da estátua são interpretadas como os quatro impérios presentes nas escrituras, sendo o primeiro o império Assírio, e sucessivamente, os impérios persa; greco-macedônico e romano. Estes impérios seriam derrubados pela “pedra”, que representava o Império de Cristo, encabeçado por um príncipe lusitano, herdeiro de Afonso Henriques. Em História do futuro, através da figura "pedra", presente nas visões proféticas de Daniel, Vieira também buscava remetê-la ao Milagre de Ourique, no qual Cristo havia estabelecido Portugal em "pedra firme".

### Sonhando acordado: Bandarra, Castro e Vieira

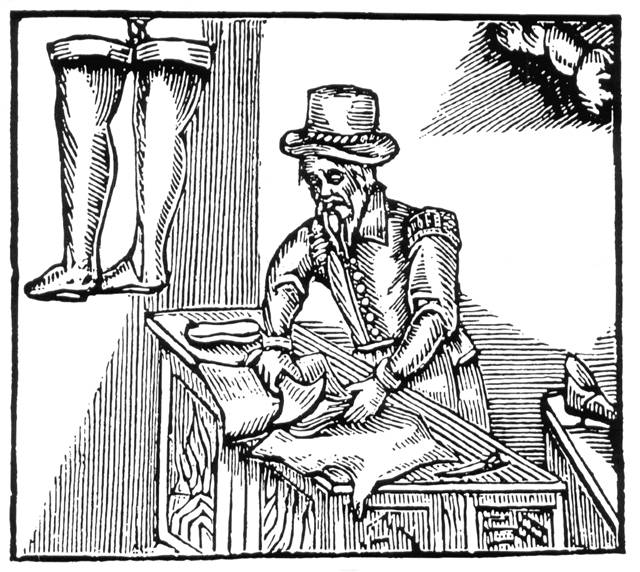
“Gonçalo Annes Bandarra”, gravura do rosto da edição de 1603 da Paráfrase, de D. João de Castro.

O Quinto Império Português foi uma crença concebida pelo Padre Antônio Vieira em conformidade e semelhança com a ideia de Quinta Monarquia, do historiador exilado D. João de Castro, ambas noções fundamentadas nas Trovas de Gonçalo Annes Bandarra (Trancoso, 1500–56), sapateiro e profeta messiânico. Bandarra reuniu em seus escritos os sonhos proféticos que teve com o episódio narrado no capítulo 2 do livro bíblico de Daniel. Daniel, no entanto, não foi o primeiro profeta bíblico da tradição profética, visto que Jeremias pode ser entendido como elo inicial de uma tradição profética que se marca por Daniel, a qual Bandarra seguiu”. Antônio Vieira, portanto, criou o “Quinto Império Português” também baseado nas profecias oníricas de Bandarra, concebendo essa crença, de caráter político-profético, como uma proposta de monarquia universal católica para o Reino de Portugal.
Antes de Antônio Vieira, outras crenças teriam utilizado as profecias de Bandarra em favor de um projeto universal para o Reino de Portugal. D. João de Castro (1550? – 1628?), por exemplo, a partir de uma leitura das Trovas, cunhou o termo “Quinta Monarquia Portuguesa” para referir-se ao mesmo processo pelo qual deveria passar o Reino Português. Para Castro, a “Quinta Monarquia Portuguesa” poderia ser definida como o corpo de Cristo, temporal e bélico, que sob comando de D. Sebastião, derrotaria os mouros e instalaria uma monarquia com senhorio e império católico-português sobre o mundo. De forma semelhante, essa monarquia insurgente seria, então, figurada pela “pedra”, que derrubou a estátua na visão profética de Daniel. Nesse sentido, o termo Quinta Monarquia referia-se a uma crença político-profético, cunhado por D. João de Castro, que dava a Portugal a eleição de ser um reino temporal, cuja função era "senhorear o mundo, extirpando a seita Maometana, gentilidade e toda a erronia".
Em semelhança a D. João de Castro, António Vieira fundou a noção de “Quinto Império Português”. A diferença é que, ao contrário de Castro, Vieira não estipulou um príncipe específico para chefiar o império (como João de Castro elegeu D. Sebastião), mas depositou suas esperanças nos reis e herdeiros brigantinos. O império seria constituído de dois pólos de poder, um de prata e outro de ouro. O de prata referia-se ao Império temporal, que ficaria a cargo de um rei português, devido a sua legitimação pelos ocorridos no Milagre de Ourique. Já o de ouro referia-se ao Império espiritual, que ficaria a cargo de Cristo. O Quinto Império não se constituía somente da vanglória lusitana dada pela derrota dos mouros (simbolicamente considerados símbolo do Anticristo), como significava, também, um passo para a conversão universal de todos os povos do mundo para o cristianismo. Havia, portanto, duas dimensões na crença vieirense do Quinto Império: uma relacionada à monarquia lusitana e outra relativa à missão evangelizadora portuguesa.

### D. João IV: Cabeça do Quinto Império

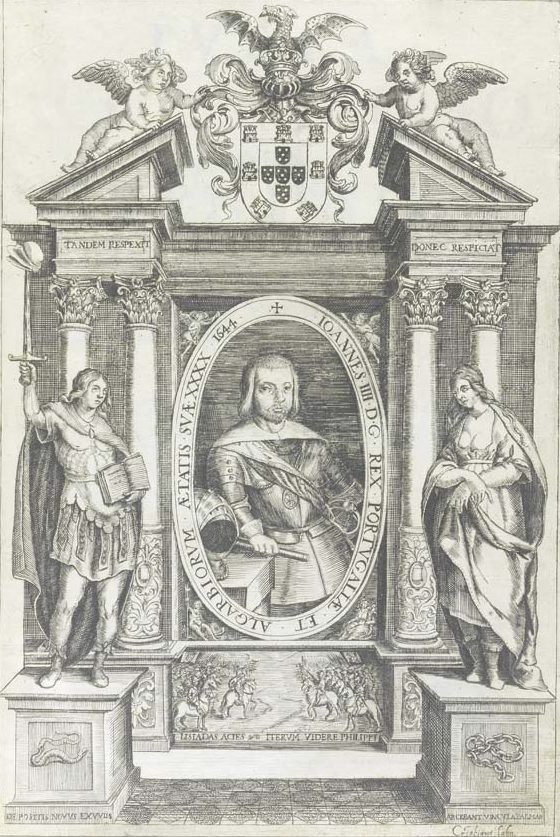
Frontispício da 1.ª edição (1644) do livro Iusta Acclamação do Serenissimo Rey de Portvgal Dom Ioão o IV, com uma representação do Rei D. João IV de Portugal. 1644

O período marcado pela Restauração Portuguesa, promovida por parte da nobreza lusitana e que deu fim à União Ibérica, também se configurou como um período de crise para o reino português. Entre os desafios trazidos com a restauração estavam a recuperação das possessões perdidas; o reconhecimento internacional da independência do reino; a defesa das fronteiras e a legitimidade da nova dinastia, sendo a instabilidade de D. João IV, por ter assumido o poder através de um golpe de Estado palaciano e não duma revolta da população. Vieira teve envolvimento nas discussões sobre a legitimidade real, elaborando teorias não apenas para legitimar o Duque de Bragança como Rei de Portugal, mas também para evidenciar a impossibilidade da retomada da coroa por Felipe IV.
Esse período também foi marcado pela difusão das ideias milenaristas e messiânicas, como por exemplo, os Sebastianistas, crença baseada nas profecias de Bandarra, na qual se acreditava que o Rei D. Sebastião, desaparecido na batalha de Alcácer-Quibir, estaria aguardando o momento certo onde voltaria para salvar Portugal, e por isso, eram contrários a escolha do Duque de Bragança como Rei de Portugal.
Para debater com as crenças contrárias à coroação do Duque de Bragança, Padre Antonio Vieira se utilizou da concepção apologética, ou seja, da associação de argumentos jurídicos e teológicos buscando demonstrar que o reino português havia sido escolhido por Deus e que D. João IV era o princeps christianus (líder cristão) que levaria Sua palavra aos demais povos do mundo. Nesse sentido, irá se utilizar do Milagre de Ourique, além de outras profecias, como a de Bandarra, para legitimar o trono de D. João IV.
A tentativa não foi suficiente e por isso Vieira passou a agregar novos argumentos, como as profecias de Bandarra e também regras dinásticas e de linhas sucessórias, buscando estabelecer uma retórica que aliasse importância sagrada, através das profecias, mas também importância jurídica através das regras sucessórias. Vieira enfatizava essa questão demonstrando que o Duque de Bragança não era um descendente direto de reis, mas que estava ligado às mais importantes dinastias europeias, garantindo a pureza do sangue real, mas também se mantendo dentro do que estava estabelecido por Bandarra e com isso D. João IV elegia-se rei, não só do português, mas também do Divino. Através da grande capacidade argumentativa, Vieira irá conseguir conquistar o apoio dos Sebastianistas e também afastar outros candidatos à Coroa.
Na «História do Futuro», profetizou para Portugal, na figura de D. João IV, a realização e concretização do reino universal de Cristo. "Todos os reinos" — escreveu — "se unirão em um ceptro, todas as cabeças obedecerão a uma suprema cabeça, todas as coroas se rematarão em um só diadema, e esta será a peanha da Cruz de Cristo".
Sendo assim, podemos verificar que Vieira, durante o período de Restauração, aliava o debate sucessório com sua expectativa messiânica em relação a Portugal, entendendo-o como Quinto Império e buscando através de sua ação a consolidação de um Estado soberano regido por um monarca, que de acordo com suas bases proféticas, viria da casa de Bragança o único capaz de conduzir Portugal ao seu destino divino.

## As vozes do Quinto Império

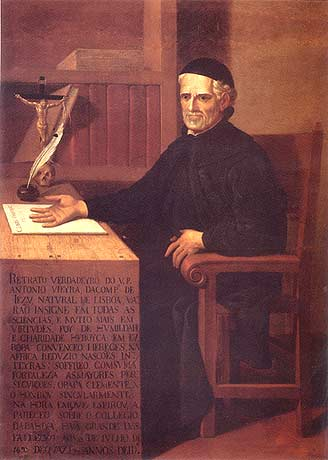
Retrato do Padre Antônio Vieira, de autoria desconhecida remetendo-se ao início do século XVIII.

### Padre António Vieira
António Vieira, ou como é mais conhecido, Padre António Vieira (Lisboa, 6 de fevereiro de 1608 – Salvador, 18 de julho de 1697), foi um dos personagens influentes no campo das crenças messiânica-milenaristas, tendo sido, a partir dos seus sermões e textos que se consolidou o conceito de Quinto Império em Portugal. Pode-se referir a António Vieira como um homem politizado de batina, pois sua obra abrangeu tanto elementos religiosos quanto políticos, juntamente com o teor profético.
Ao longo de sua vida, Vieira atuou na Companhia de Jesus como missionário no Brasil, onde adquiriu grande prestígio. Retornou a Portugal após a Restauração de 1640 como participante da comitiva vinda do Brasil para as cerimônias de reconhecimento da dinastia de Bragança. A partir de então, ocupou posições de destaque ao ser nomeado como confessor pessoal do rei D. João IV e pregador régio, além de ter atuado como diplomata em missões pelo governo português com a cúria romana e governo holandês. Portanto, teve ampla participação e influência em assuntos relacionados à política e economia.
Em seus escritos e sermões houve espaço para pensar e refletir sobre discussões como a indigência da escravidão como fator básico para a movimentação da colônia e sobre a necessidade do “dinheiro sem fé” dos cristãos novos. Nestes termos, propunha ao rei português conceder a recepção e permanência de judeus em Portugal, visando “deslocar para sua pátria as fabulosas fortunas daqueles” que haviam migrado para outras regiões devido à perseguição sofrida durante a dinastia de Avis, especialmente no reinado de D. Manuel. Essa proposta demonstra que Vieira seria um adepto do mercantilismo e que o sucesso econômico de Portugal estava atrelado ao seu destino enquanto Quinto Império.
Os sermões em defesa dos judeus foram um dos motivos que fizeram com fosse criada uma antipatia por parte dos eclesiásticos, especialmente dos dominicanos, que estavam à frente dos Tribunais do Santo Ofício, o que fez com que Vieira fosse submetido a processos inquisitoriais e proibido de pregar em favor dos judeus.

### A obra de Vieira
A crença no Quinto Império foi para Vieira parte de um esforço para garantir a soberania lusitana mas, acima de tudo, foi o cumprimento da finalidade divina da História, não apenas como uma redenção individual, mas sim coletiva.
Ao analisar a obra de Padre Antônio Vieira é possível identificar como a crença messiânica-milenarista foi se manifestando ao longo de sua trajetória através de suas produções. O jesuíta fundamentou-se na exegese das profecias bíblicas, na Patrística e nas visões dos Santos, seguindo a ortodoxia católica, e nos textos proféticos messiânico-milenaristas, seguindo os movimentos sebastianista e joanistas, do qual fez parte.
Entre a grande quantidade de materiais produzidos ao longo da sua vida, destaca-se, para a compreensão da construção da crença no Quinto Império, o “Sermão dos bons anos”, de 1642, no qual já estava presente a ideia de um Império que, através do poder divino e da liderança dos reis de Bragança, faria com que todo o mundo se sujeitasse a eles.
Nos sermões intitulados "Esposo da Mãe de Deus" (1644) Vieira, para abordar a legitimidade brigantina ao trono português, utilizou uma abordagem retórica diferente através da articulação entre dois sonhos proféticos, sendo um deles o de Nabucodonosor e o outro os sonhos de São José, patrono e exemplo do Rei D. João IV, para demonstrar que a dinastia brigantina faria de Portugal o Quinto Império.
Já no final da sua vida, no compilado de sermões “Xavier Dormindo” (1694), a comparação será com os sonhos de São Francisco Xaviera, considerado como o "Apóstolo do Oriente" e que assim como Viera, era jesuíta e missionário, e com isso elaborava uma metáfora sobre a missão evangelizadora realizada pelos jesuítas como elemento fundamental no Quinto Império.  
Em 1688, no “Sermão de Acção de Graças pelo nascimento do príncipe D. João” é que o então recém-nascido, João, Príncipe do Brasil e herdeiro do trono é apontado por Vieira como a cabeça do Quinto Império sonhado por Nabucodonosor e prometido em Ourique.
Entre 1660, período em que passou a ser processado pela Inquisição, até o final de sua vida, foram produzidas as obras que ficariam reconhecidas como seus tratados proféticos. São elas: A carta “Esperanças de Portugal”; “História do Futuro”; Clavis Prophetarum (A Chave dos Profetas); além de duas “Representações”, escritas para a sua defesa diante do Tribunal do Santo Ofício; e o “Apologia das coisas profetizadas”, considerado como um rascunho das outras obras. 
São nestes materiais, mesmo que na sua maioria inacabados, onde Padre Vieira desenvolveu sua teoria do Quinto Império com maior ênfase, sendo influenciado pelo processo inquisitorial na lógica do seu discurso, nas autoridades evocadas e na disposição das matérias, o que poderia explicar a presença cristológica marcante e o predomínio do espiritual sobre o temporal.
A experiência como missionário jesuíta no Maranhão ao longo da década de 1650 também é vista como influência na escrita profética vieirense, visto que Vieira considerava que o caminho para Portugal cumprir seu destino enquanto Quinto Império passava inevitavelmente pela missão evangelizadora nas Américas.
O processo de Vieira perante ao Tribunal do Santo Ofício, motivado pelas propostas heréticas de defesa da presença de judeus em Portugal e também pelas ideias brigantinas de Quinto Império, especialmente relacionadas à carta “Esperanças de Portugal”, se arrastou por oito anos e terminou com a condenação de Vieira e a pena de silêncio.
Sendo assim, podemos compreender que o Padre Vieira não via contradição entre o ser religioso e o ser político, visto que o Quinto Império seria, ao mesmo tempo, temporal e espiritual. Essa ideia é perceptível, também, na forma como Vieira participou das questões do seu tempo, demonstrando sua obstinação pela ação-prática, ou melhor, por um modo de atuar e intervir na realidade social de sua época de uma forma em que política e religião estivessem servindo ao mesmo propósito divino de fazer Portugal, através da dinastia brigantina, se tornar o Quinto Império.

### Fernando Pessoa e a Mensagem
O poeta Fernando Pessoa, acreditará que essas profecias – onde se destaca a liderança de Portugal num novo mundo – se encontram claramente expressas nas trovas do Bandarra e nas quadras de Nostradamus.
Desde o tempo das Descobertas, com o conhecimento de novos mundos, que colocaram Portugal como referência obrigatória, sempre houve uma crença de perenidade e de uma missão civilizadora. Daí Fernando Pessoa, como o fizera Vieira, procurar atestar a sua grandiosidade e o valor simbólico do seu papel na civilização ocidental, acreditando no mito do Quinto Império. Ao longo da Mensagem, sobretudo da terceira parte, Pessoa exprime a sua conceção messiânica da história e sente-se investido no cargo de anunciador do Quinto Império, que não precisa de ser material, mas civilizacional.
Nessa sua obra da «Mensagem», anuncia um novo império civilizacional, que, como Vieira, acredita ser o português, em que narra a saudade do Encoberto, o desejo da Hora que deveria chegar, marcando o início-fim do Quinto Império, Chegando mesmo a elaborar ou visionar a sua doutrina que descreve.
O "intenso sofrimento patriótico" leva-o a antever um império que se encontra para além do material.
No poema «O Quinto Império», afirma: "Grécia, Roma, Cristandade, / Europa – os quatro se vão / Para onde vai toda idade. / Quem vem viver a verdade / Que morreu D. Sebastião?"
Esse, sendo espiritual, em vez de partir, como naquela tradição, do Império material de Babilónia, parte, antes, com a civilização que vivemos, do Império espiritual da Grécia, origem do que espiritualmente somos. E, sendo esse o Primeiro Império, o Segundo é o de Roma. O Terceiro o da Cristandade, e o Quarto o da Europa – isto é, da Europa laica de depois da Renascença. Aqui o Quinto Império terá de ser outro que o inglês, porque terá de ser de outra ordem. Nós o atribuímos a Portugal, para quem o esperamos." (Textos transcritos por António Quadros, em Fernando Pessoa, Iniciação Global à Obra).
A crença no Quinto Império persegue Fernando Pessoa, como se vê pela entrevista a Alves Martins (1897-1929) em Revista Portuguesa, nº 23-24, de 13 de outubro de 1923, onde à questão sobre o que calcula que seja o futuro da raça portuguesa, responde: "O Quinto Império. O futuro de Portugal – que não calculo, mas sei – está escrito já, para quem saiba lê-lo, nas trovas do Bandarra, e também nas quadras de Nostradamus. Esse futuro é sermos tudo.".

### Agostinho da Silva
O filosofo português Agostinho da Silva, à pergunta se acreditava no Quinto Império, respondia que esta era uma filosofia que não partia imediatamente de uma reflexão sobre as ciências exactas, mas da fé, e que sendo assim que “é claro que acreditava no Quinto Império, porque senão o ato de viver seria inútil.” Mas, rematava, um império sem os clássicos imperadores, sem opressão, nem violência, sem base em terra, porque a propriedade escraviza e só não ter nos torna livres, destacando a sua visão de mundo humanista. Um Império que leve aos povos do mundo uma filosofia capaz de abranger a liberdade. “O Quinto Império será o restaurar da criança em nós e em nós a coroarmos imperador, eis aí o primeiro passo para a formação do império”, numa alusão às Festas do Espírito Santo que ele tanto tinha estudado.

### Glauco Ortolano e o Canibal do Quinto Império
O escritor brasileiro Glauco Ortolano dentro do postulado da escola literária brasileira da antropofagia cultural, deglutina o mito do Quinto Império e o transpôe para a atualidade dentro do seu romance «O Canibal do Quinto Império». Nessa obra, o seu personagem principal, um português levado pelos descobridores ao Brasil onde vive por mais de 500 anos, é informado durante um sonho inspirado de que ele seria o próprio Encomberto e que deveria então preparar o Brasil, filho pródigo de Portugal, para dar início ao Quinto Império lusitano com base no Brasil.  